# Myriopholis parkeri
Myriopholis parkeri es una especie de serpientes de la familia Leptotyphlopidae.

## Distribución geográfica yhábitat
Es endémica de Etiopía; quizá en Kenia. Su rango altitudinal oscila alrededor de 1067 m s. n. m..